# 척위공
척위공(拓謂恭)은 고려 중기의 문신이다. 본관은 곡산(谷山)이다.

## 가계
- 아들 : 척준경
- 며느리 : 제안군대부인(齊安郡大夫人) 황씨(黃氏)
  - 손자 : 척순
- 아들 : 척준신